# Чумаченко, Дмитрий Михайлович (хоккеист)
Дмитрий Михайлович Чумаченко (род. 3 апреля 1974, Благовещенск) — российский хоккеист, защитник. Мастер спорта России.

## Биография
Воспитанник СДЮШОР «Динамо» Москва. В сезонах 1990/91 — 1993/94 играл за «Динамо-2». За первую команду 2 ноября 1993 года. В концовке сезона 1997/98 перешёл в команду «Динамо-Энергия» Екатеринбург. Выступал за клубы «Спартак» Москва (1998/99), «Инсбрук» (Австрия, 1999/2000 — 2000/01), «Молот-Прикамье» Пермь (2001/02), «Капитан» Ступино (2002/03), «Белгород» (2003), «Титан» Клин (2003/04 — 2006/07).
Тренер ДЮСШ Дмитров (2009—2010).

## Достижения
- Чемпион МХЛ (1995)
- Второй призёр чемпионата МХЛ (1996)
- Обладатель Кубка МХЛ (1996)
- Финалист Кубка МХЛ (1994)
- Финалист Кубка России (1998)
- Финалист Евролиги (1997)